# Eristalinae
Eristalinae är en av tre underfamiljer av blomflugor inom familjen Syrphidae. 

## Kännetecken
Underfamiljen Eristalinae bildar inte en lika homogen grupp som underfamiljen Syrphinae. Flugornas och larvernas utseende kan variera mycket. Mellankroppens framhörn (skuldrorna) syns väl och är behårade. Detta skiljer medlemmarna i denna underfamilj från flugorna i Syrphinae. 

## Levnadssätt
Larverna lever i många olika miljöer men många är knutna till vatten eller andra fuktiga miljöer som blöta håligheter i träd eller i multnande ved eller i fuktig djurspillning. Andra lever inuti växters stjälkar och blad eller i lökar och rötter. Larverna i tribus Pipizini lever på bladlöss och bladloppor och larverna i tribus Volucellini lever på avskräde och larver i geting eller humlebon.

## Systematik
Indelningen i tribus är inte stabil och kommer med stor sannolikhet att behöva revideras i framtiden. Tribus Pipizini förs ibland till en egen underfamilj Pipizininae. 
Underfamiljen delas för närvarande in i följande nio tribus:
- Callicerini
- Cerioidini
- Rhingiini
- Chrysogastrini
- Eristalini
- Eumerini
- Pipizini
- Volucellini
- Xylotini